# Oekraïense parlementsverkiezingen 2014

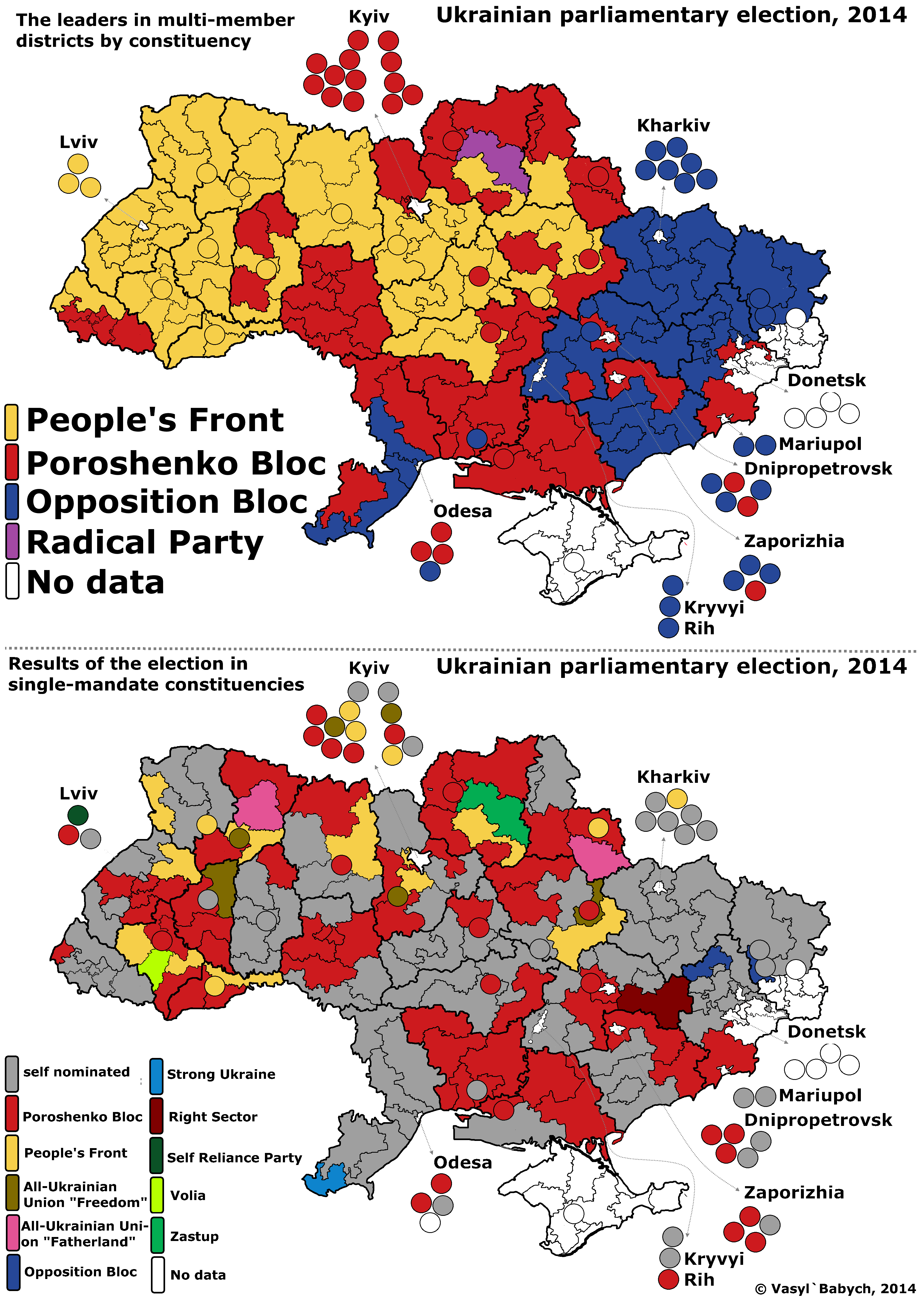
Zetelverdeling na de verkiezingen (in het Engels).

De Oekraïense parlementsverkiezingen 2014 zijn de parlementsverkiezingen in Oekraïne voor de 450 zetels tellende Verchovna Rada (parlement) die op 26 oktober 2014 werden gehouden. De regering van Viktor Janoekovytsj viel, nadat zich in februari 2014 tijdens Euromaidan in Kiev een revolutie voltrok. Regering-Jatsenjoek nam toen als interim-regering tijdelijk het landsbestuur op zich.
| Partij                                                                          | Stemmen    | Aandeel  | Proportiezetels | Kieskringzetels | Zeteltotaal |
| Narodny Front                                                                   | 3.488.114  | 22,14 %  | 64              | 18              | 82          |
| Blok Petro Porosjenko                                                           | 3.437.521  | 21,82 %  | 63              | 69              | 132         |
| Samopomitsj                                                                     | 1.729.271  | 10,97 %  | 32              | 1               | 33          |
| Opozytsijny Blok                                                                | 1.486.203  | 9,43 %   | 27              | 2               | 29          |
| Radicale Partij                                                                 | 1.173.131  | 7,44 %   | 22              | —               | 22          |
| Vaderlandpartij                                                                 | 894.837    | 5,68 %   | 17              | 2               | 19          |
| Svoboda                                                                         | 742.022    | 4,71 %   | —               | 6               | 6           |
| Communistische Partij                                                           | 611.923    | 3,88 %   | —               | —               | —           |
| Sylna Oekraina                                                                  | 491.471    | 3,11 %   | —               | 1               | 1           |
| Hromadianska Pozytsija                                                          | 489.523    | 3,10 %   | —               | —               | —           |
| Zastoep                                                                         | 418.301    | 2,65 %   | —               | 1               | 1           |
| Rechtse Sector                                                                  | 284.943    | 1,80 %   | —               | 1               | 1           |
| "Onafhankelijken"                                                               | —          | —        | —               | 96              | 96          |
| Ongeldig/blanco                                                                 | —          | —        | —               | —               | —           |
| Totaal (opkomst 51,91 %)                                                        | 16.052.228 | 100,00 % | 225             | 198             | 423         |
| Bron: Proportionele stemmen, Kieskringzetels Centrale Kiescommissie (Oekraïens) |            |          |                 |                 |             |